# Tony Millionaire

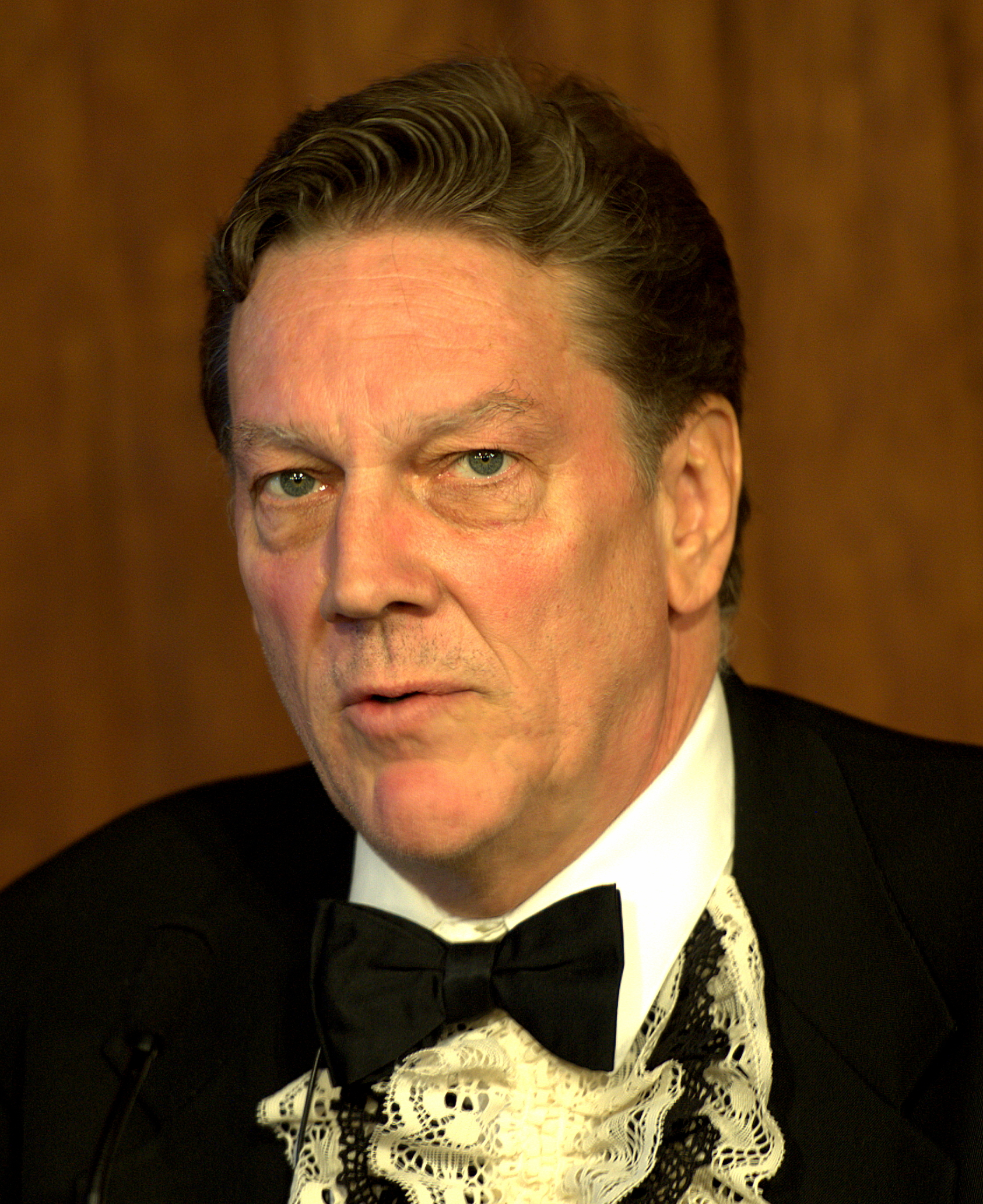
Tony Millionaire (2010)

Tony Millionaire (* 1956) ist ein US-amerikanischer Comiczeichner. Sein Comicstrip Maakies gehört zu den weltweit erfolgreichsten in alternativen Zeitungen abgedruckten, wurde aber auch in „Mainstream-Zeitungen“ veröffentlicht.

## Leben
Nachdem er mehrere Jahre in Deutschland gelebt hatte, begann Millionaire damit, Cartoons für ein mittlerweile nicht mehr existentes Nachrichtenblatt in Williamsburg zu zeichnen und nebenbei Zeichnungen von Häusern anzufertigen. Schon bald wurde er zur New York Press befördert, wo er seine Strips im wöchentlichen Format veröffentlichen konnte, bis ein Wechsel in der Redaktion ihn schließlich veranlasste, zur Village Voice zu wechseln.
Millionaire war Teil der sogenannten Transgressive-art-Szene in New York City der frühen 1990er Jahre, die sich mit Cartoons, Pornografie und Musik vor allem und in erster Linie gegen bestehende Normen und Moralen wandte. Maßgeblich für die Comiczeichner und Cartoonisten war dabei das Magazin Screw.
In den späten 1990er Jahren zog Millionaire nach Los Angeles. Seine jüngsten Strips veröffentlichte er in der New York Times. Zeichentrickfilmadaptionen seiner Arbeiten erschienen im Rahmen von Saturday Night Live und in einer They-Might-Be-Giants-Dokumentation. Er arbeitet aber nicht nur an Comicstrips, sondern entwirft unter anderem auch Kinderbücher und illustriert Publikationen über geschichtliche Themen.

## Auszeichnungen
- 2000: Eisner Award in der Kategorie Talent Deserving of Wider Recognition für Sock Monkey
- 2001: Eisner Award in der Kategorie Best Writer/Artist: Humor für Maakies und Sock Monkey
- 2001: Eisner Award in der Kategorie Best Humor Publication für Sock Monkey vol. 3
- 2003: Eisner Award in der Kategorie Best Writer/Artist: Humor für House at Maakies Corner

## Werke
Tony Millionaires Werke sind bisher nur vereinzelt im Schweizer Comicmagazin Strapazin ins Deutsche übersetzt worden. Die nachfolgende Liste nennt nur die amerikanischen Veröffentlichungen und berücksichtigt nicht die einzelnen Hefte, die später auch als Sammelbände erschienen sind.
- 2000: The Queens Jazz Trail: A Full-Color Illustrated Map. Zusammen mit Marc H. Miller. Ephemera Press. ISBN 0-9704129-0-8
- 2000: Sin City: Dame to Kill For. Limited edition. Zusammen mit Frank Miller. Dark Horse Comics, ISBN 1-56971-046-5.
- 2000: Maakies. Fantagraphics Books, ISBN 1-56097-391-9.
- 2000: The Adventures of Tony Millionaire’s Sock Monkey. Dark Horse, ISBN 1-56971-490-8.
- 2001: Harlem Renaissance: Map Poster Guide. Zusammen mit Marc H. Miller. Ephemera Press, ISBN 0-9704129-1-6.
- 2001: Sock Monkey: A Children’s Book. Dark Horse, ISBN 1-56971-549-1.
- 2002: Lower Manhattan: A History Map. Zusammen mit Marc H. Miller. Ephemera Press, ISBN 0-9704129-6-7.
- 2002: Sock Monkey: The Glass Doorknob. Dark Horse, ISBN 1-56971-782-6.
- 2002: Dark Horse Deluxe Journal: Tony Millionaire’s Sock Monkey. Dark Horse, ISBN 1-56971-856-3.
- 2003: The House at Maakies Corner. Fantagraphics Books, ISBN 1-56097-508-3.
- 2003: Dark Horse Deluxe Stationery Exotique: Tony Millionaire Sock Monkey. Dark Horse, ISBN 1-56971-875-X.
- 2004: Mighty Mite The Ear Mite. Fantagraphics Books, ISBN 1-56097-571-7.
- 2004: The Dark Horse Book Of Witchcraft. Zusammen mit Gary Gianni, Jill Thompson, Scott Morse und Mike Mignola. Dark Horse Comics, ISBN 1-59307-108-6.
- 2004: Sock Monkey: Uncle Gabby. Dark Horse, ISBN 1-59307-026-8.
- 2004: The Collected Works of Tony Millionaire’s Sock Monkey. Dark Horse, ISBN 1-59307-098-5.
- 2004: When We Were Very Maakies. Fantagraphics Books, ISBN 1-56097-590-3.
- 2005: Der Struwwelmaakies. Fantagraphics Books, ISBN 1-56097-654-3.
- 2005: That Darn Yarn. Dark Horse Press, ISBN 1-59582-009-4.
- 2005: Little and Large. Dark Horse Press, ISBN 1-59582-010-8.
- 2006: Billy Hazelnuts. Fantagraphics Books, ISBN 1-56097-701-9.